# Maru Teferi
Maru Teferi (hebreiska: מארו טפרי), född 17 augusti 1992 i Etiopien, är en israelisk maratonlöpare.

## Karriär
I augusti 2022 vid EM i München tog Teferi silver i maraton efter ett lopp på 2 timmar, 10 minuter och 23 sekunder. I augusti 2023 vid VM i Budapest tog han silver i maraton efter att ha besegrats av ugandiske Victor Kiplangat.